# فرودگاه شتکوا کانتی/دانکیرک
فرودگاه شتکوا کانتی/دانکیرک (به انگلیسی: Chautauqua County/Dunkirk Airport) یک فرودگاه همگانی بهره‌برداری هوایی با کد یاتا DKK است که یک باند فرود آسفالت دارد و طول باند آن ۱۵۲۴ متر است. این فرودگاه در شهر دانکیرک، نیویورک کشور ایالات متحده آمریکا قرار دارد و در ارتفاع ۲۱۱ متری از سطح دریا واقع شده‌است.